# Pleikard von Gemmingen († 1515)
Pleikard von Gemmingen (* um 1440 in Fürfeld; † 21. Oktober 1515 in Gemmingen) war Kanoniker im Stift Wimpfen. Er verließ den geistlichen Stand und sicherte den Fortbestand der Linie Gemmingen-Guttenberg der Freiherren von Gemmingen.

## Leben

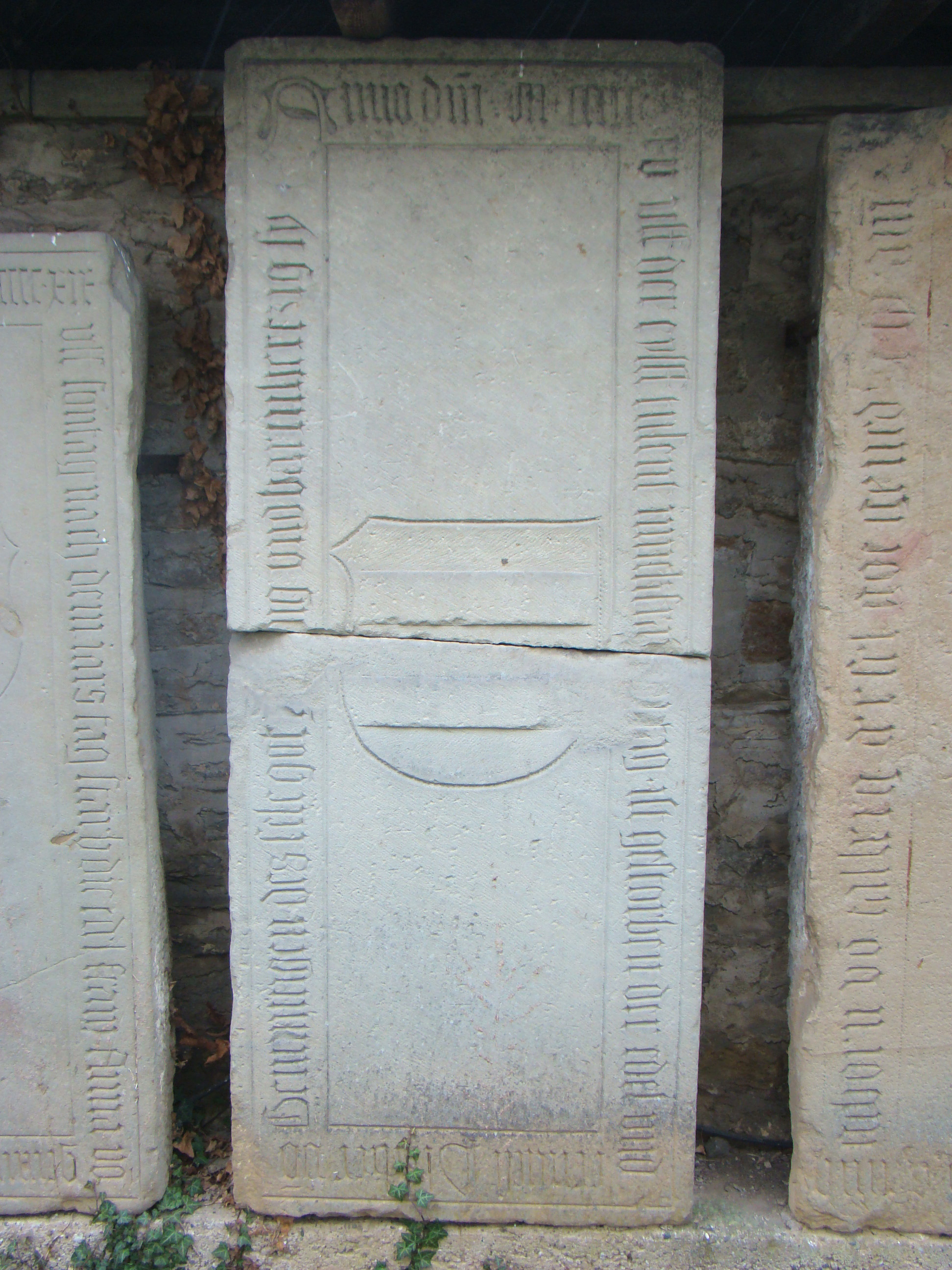
Grabplatte von Pleikard (Plycker) von Gemmingen († 1515) im Schlossgarten in Gemmingen

Pleikard von Gemmingen war ein Sohn Hans’ des Reichen († 1490), des Stammvaters der Linie Gemmingen-Guttenberg, und der Katharina Landschad von Steinach. Er war Kanoniker im Stift Wimpfen. Da seine Brüder Dieter, Hans und Philipp ohne männliche Nachkommen jung verstorben waren, verließ er den geistlichen Stand, gründete eine Familie und trat die Nachfolge des Vaters an. 1478 heiratete er Anna Kämmerer von Worms genannt von Dalberg (1458–1503), Tochter des kurpfälzischen Hofmarschalls Wolfgang III. Kämmerer von Worms, genannt von Dalberg († 1476) und seiner Gattin Gertrud von Greiffenclau zu Vollrads († 1502). Anna von Dalberg war die Schwester des berühmten Wormser Bischofs und kurpfälzischen Kanzlers Johann XX. von Dalberg sowie von dessen Brüdern Friedrich VI. von Dalberg (1459–1506), Bürgermeister und Wolfgang VI. von Dalberg (1473–1522), kurpfälzer Amtmann in Oppenheim.
1478 beteiligte sich Pleikard an der Neugründung der ritterschaftlichen Gesellschaft mit dem Esel. 1483 wurde er vom Bistum Worms mit dem erkauften Bonfeld belehnt. 1484 nahm er am Turnier der Rittergesellschaft in Stuttgart teil. Von 1483 bis 1487 wird Pleikard als Beisitzer am Heidelberger Hofgericht genannt. 1486 wurde er von Maximilian I. in Aachen zum Ritter geschlagen. 1487 beteiligte er sich am Turnier in Worms. Nach dem Tod seines Vaters 1490 erbte Pleikard dessen Besitz an Burg Guttenberg, in den Flecken Gemmingen und Hüffenhardt und in weiteren Orten, einen großen Teil als Wormser und württembergisches Lehen. Obwohl Pleikard kein pfälzisches Lehen besaß, achtete er auf gute Beziehungen zum Heidelberger Hof. 1486 hatte er im Dienst Pfalzgraf Philipps gekämpft, und auch im Landshuter Erbfolgekrieg stand er auf Seiten der Kurpfalz. 1490 fand die letzte Kapitelversammlung der Ritter- und Turniergesellschaft statt; unter den zwölf anwesenden Mitgliedern war Pleikard von Gemmingen.
Für die Gemminger Pfarrkirche hat Pleikard eine neue Vorhalle errichten lassen, in deren Gewölbe sich das Allianzwappen Gemmingen-Kämmerer von Worms befindet. Neben dem Hauptaltar im Chor der Kirche gab es 1496 sechs Seitenaltäre, fünf auf beiden Seiten des Langhauses und einen in der von Pleikard neu errichteten Seitenkapelle. Sechs gleichzeitig angestellte Kapläne werden 1496 genannt. Den Pfarrer und den Frühmesskaplan berief das Domkapitel in Speyer. Pleikard konnte zwei Altarpfründen vergeben, die Geistlichen für die übrigen Altäre wurden von den Stiftern oder deren Nachkommen aus anderen Linien der Familie bestellt. 1497 verlieh der König Pleikard die Hohe Gerichtsbarkeit in Hüffenhardt und, zusammen mit anderen Ganerben, in Gemmingen. 1512 stiftete Pleikard die Gemminger Prädikatur. 1513 wird dort als Prediger Bernhard Griebler genannt, der später auch die Pfarrstelle versah und wegen seiner reformatorischen Predigt in Konflikt mit dem Speyrer Domkapitel geriet.
1515 ist Pleikard von Gemmingen gestorben. Er wurde in der Gemminger Kirche bestattet, der alten Begräbnisstätte des Geschlechts. Seine schlichte Grabplatte steht heute am Gemminger Unterschloss. Als Pleikard starb, lebten von seinen Kindern noch die mit Dieter von Handschuhsheim verheiratete Tochter Gertrud sowie die vier Söhne Dietrich, Wolf, Philipp und Hans. Hans starb um 1549 als Domherr zu Worms. Die drei anderen Söhne erwarben 1516 Fürfeld, teilten 1518 ihr väterliches Erbe und wurden in den 1520er Jahren zu maßgeblichen Förderern der Reformation.

## Familie

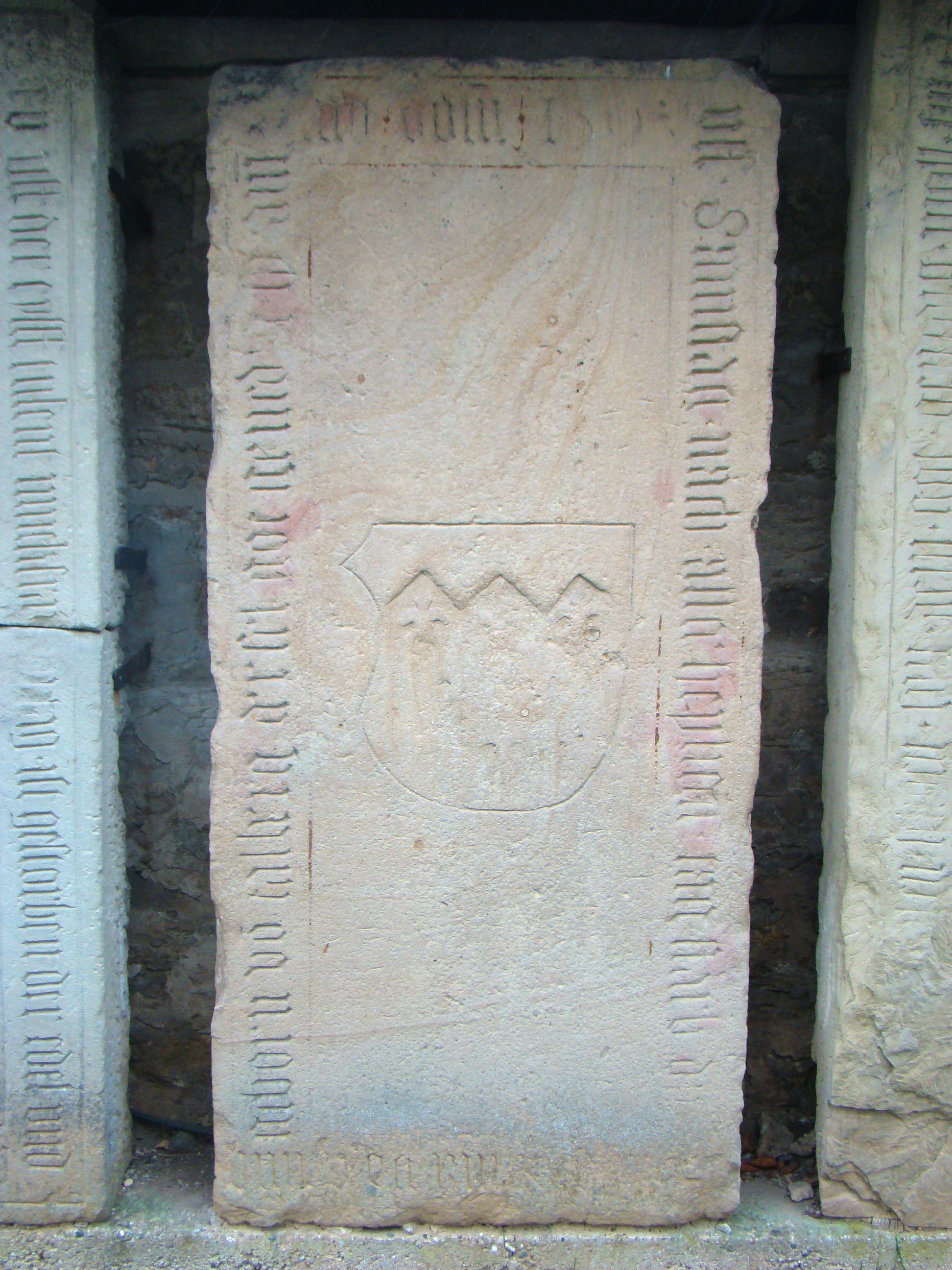
Grabplatte der Anna von Dalberg († 1503) im Gemminger Schlossgarten

Ab 1478 war er verheiratet mit Anna Kämmerer von Worms, genannt von Dalberg (1458–1503). Auch ihre Grabplatte ist im Gemminger Schlossgarten erhalten.
Nachkommen:
- Gertrud († 1524) ⚭ Dieter von Handschuhsheim
- Anna († 1504) ⚭ Hans von Wolfskehl[4]
- Pleikard, gefallen in Flandern
- Reinhard, gefallen in Flandern
- Hans, Domherr in Worms
- Dietrich († 1526) ⚭ Ursula von Nippenburg
- Georg († 1503)
- Philipp († 1544) ⚭ Agnes Marschall von Ostheim
- Wolf († 1555) ⚭ Anna Marschalk von Ostheim (um 1500–1569)